# Кантакузен, Григорий Матвеевич
Князь Григорий Матвеевич Кантакузен (Кантакузин) (1767—1812) — российский командир эпохи наполеоновских войн, полковник гвардии.

## Биография
Сын молдавского князя греческого (фанариотского) происхождения Матвея Ивановича Кантакузена, родился в городе Яссы. В 1791 году вместе с родителями переселился в Россию. Его братья: Александр Матвеевич (умер в 1841 году, видный деятель борьбы за независимость Греции) и Георгий Матвеевич (умер в 1857 году, полковник, командир 9-го Бугского уланского полка).
1 февраля 1784 года был зачислен капралом в 1-й батальон Бугского егерского корпуса, через три года произведён в прапорщики. Участвовал в русско-турецкой войне 1787—1791 годов, получил ранение при штурме Очакова. В 1794 году отличился при штурме Праги и награждён орденом Св. Владимира 4-й ст. с бантом. Вышел в отставку в чине майора 6 июня 1797 года.
7 апреля 1802 года майор Кантакузен был зачислен в Таврический гренадерский полк. С полком принимал участие в походе в Австрию в 1805 году. Был ранен и взят во французский плен в сражении при Аустерлице. В феврале 1806 года отпущен из плена и 4 мая поступил подполковником в Малороссийский гренадерский полк.
Произведён в полковники 24 апреля 1807 года за отличие в сражении при Прейсиш-Эйлау. Под Фридландом получил осколочное ранение, из-за которого был вынужден уйти в отставку 26 января 1808 года. Военные заслуги были отмечены золотой шпагой «За храбрость».
После лечения Кантакузен вернулся на службу 3 марта 1811 года и был зачислен в лейб-гвардии Преображенский полк. 30 мая 1812 года полковник князь Г. М. Кантакузин был назначен командиром 1-й бригады 5-го пехотного (резервного) корпуса 1-й Западной армии. Убит 26 августа (7 сентября) 1812 года в Бородинском сражении.